# 沙村镇
沙村镇是中华人民共和国江西省吉安市泰和县下辖的一个镇，位于泰和县东南部，是河东的交通枢纽、物资集散地。全镇面积79平方公里，常住人口约1.3万。

## 交通
沙村镇位于泰和县河东部分中部，地处交通要冲。在沙村交汇的319国道、沙村-小龙公路、沙村-水槎公路是泰和东南边沿几个乡镇主要的对外通道；京九铁路自东南向西北穿境而过，在境内设有沙村火车站。

## 地理
沙村位于山地与低丘结合部，地势自东南的山地向西北逐次降低。云亭河自东南经老营盘水库入境，在沙村圩与自南而来的东沔河汇合，穿越西部平原，向西北流入冠朝。

## 沿革
现沙村镇辖境在1950年时属沙村、沙市、高陇等乡，1956年合并为高陇乡。1958年改为高陇人民公社，1983年更名为沙村人民公社。1984年撤消人民公社，改设沙村乡。1997年6月5日改设沙村镇。

## 行政区划
沙村镇现辖1个居委会和8个村委会：
沙村镇社区、坪洲村、高陇村、皇冈村、绵溪村、新圩村、沙村、兴华村和良村。。

## 交通
- 京九铁路：沙村站